# Charles F. Dougherty

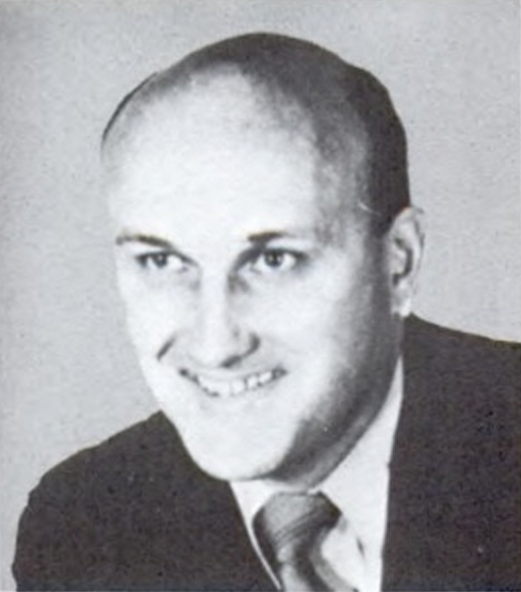
Charles F. Dougherty

Charles Francis Dougherty (* 26. Juni 1937 in Philadelphia, Pennsylvania) ist ein ehemaliger US-amerikanischer Politiker. Zwischen 1979 und 1983 vertrat er den Bundesstaat Pennsylvania im US-Repräsentantenhaus.

## Werdegang
Charles Dougherty besuchte bis 1951 die St. Helena’s School und danach bis 1955 die St. Joseph’s Preparatory School. Zwischen 1957 und 1959 gehörte er der Reserve des United States Marine Corps an. Zwischen 1959 und 1962 war er in dieser Waffengattung aktiv tätig; danach war er bis 1977 wieder Mitglied der Reserve. In den Jahren 1962 bis 1964 setzte er seine Ausbildung mit einem Studium an der University of Pennsylvania fort. Gleichzeitig arbeitete er auch als High-School-Lehrer. Von 1965 bis 1966 war er Agent des Marinegeheimdienstes ONI. Danach war er bis 1972 in verschiedenen Positionen im Schuldienst tätig. Politisch schloss er sich der Republikanischen Partei an. Von 1972 bis 1978 saß er im Senat von Pennsylvania.
Bei den Kongresswahlen des Jahres 1978 wurde Dougherty im vierten Wahlbezirk von Pennsylvania in das US-Repräsentantenhaus in Washington, D.C. gewählt, wo er am 3. Januar 1979 die Nachfolge des Demokraten Joshua Eilberg antrat. Nach einer Wiederwahl konnte er bis zum 3. Januar 1983 zwei Legislaturperioden im Kongress absolvieren. Im Jahr 1982 wurde er nicht wiedergewählt.
In den Jahren 1992, 1998 und 2000 bewarb er sich jeweils erfolglos um die Rückkehr in den Kongress.